# Heinrich von Herzogenberg
Heinrich von Herzogenberg  est un compositeur autrichien descendant d'une famille aristocratique française, né à Graz le 10 juin 1843 et mort à Wiesbaden le 9 octobre 1900.

## Biographie
Issu d'une famille aristocratique française qui a émigré en Autriche pendant la Révolution française et qui a germanisé son nom original « Picot de Peccaduc », Heinrich von Herzogenberg a d'abord fréquenté une école de jésuites dans la ville de Feldkirch, puis est allé à Munich, Dresde et Graz.
Venu à Vienne, il a commencé des études de droit, de philosophie et de sciences politiques à l'Université de Vienne. Bientôt il s'est tourné vers la musique et a étudié la composition au conservatoire de Vienne dans la classe de Felix Otto Dessoff jusqu'en 1864. Il a commencé par être un admirateur de la musique de Wagner, mais l'étude de J. S. Bach a amené chez lui un profond attachement à la tradition classique et il est devenu un ardent admirateur de Brahms. En 1866, il a épousé Elisabeth von Stockhausen, qui a été une élève de Brahms pour le piano ; les lettres de Brahms échangées avec les Herzogenberg occupent une grande partie de sa correspondance.
Heinrich von Herzogenberg a vécu à Graz jusqu'en 1872, avant de s'installer à Leipzig, où il a été un des fondateurs, avec Philipp Spitta et Alfred Volkland,  de la Bach-Verein, en 1874, société qui se proposait de faire revivre les cantates de Bach. Herzogenberg en a été le directeur artistique pendant dix ans. À cette époque, Ethel Smyth a été une de ses élèves en composition.
À partir de 1885, il a occupé le poste de professeur de composition à la Hochschule für Musik de Berlin. À ce titre, il a conseillé au jeune Ralph Vaughan Williams d'étudier avec Max Bruch. Heinrich von Herzogenberg est décédé subitement à Wiesbaden, âgé de 57 ans ; dans ses dernières années, il s'est déplacé dans un fauteuil roulant en raison d'une nécrose des articulations.

## Œuvres principales

### Œuvres chorales
- Lieder pour chœur mixte, op. 10[1]
- Columbus, op. 11, Cantate (publiée à Leipzig, 1872)[2],[3]
- Psaume 116, op. 34 (publié par Hänssler Musik Verlag, 1990)[4]
- Nanna's Klage pour soprano, alto, petit chœur et orchestre, op. 59 (Leipzig : Rieter-Biedermann, 1887)[1]
- Requiem, op. 72 (publié à Leipzig, 1891)[1],[3]
- Cantate Todtenfeier, op. 80 (1893) (livret du frère de Philipp Spitta, Friedrich)
- Messe en mi mineur pour solistes, chœur et orchestre, op. 87[4] (publiée par Carus-Verlag à Stuttgart, 2002)
- Oratorio Die Geburt Christi, op. 90 (1894)
- Die Passion, op. 93 (1896)
- Die Erntefeier, op. 104 (publié à Leipzig : Rieter-Biedermann, 1899)[4]

### Œuvres vocales
- Five songs for high voice and piano, op. 29 (publiés à Leipzig et Winterthur, 1881)[3]
- Five songs for high voice and piano, op. 30 (publiés à Leipzig et Winterthur, 1881)[3]
- Geistliche Gesänge for high voice, violin and organ, op. 89[1]

### Œuvres orchestrales
- Huit symphonies
  - Odysseus, op. 16 (publiée à Leipzig, 1873)[3],[4]
  - Symphonie no 1 en ut mineur, op. 50[2]
  - Symphonie no 2 en si bémol major, op. 70[2]
  - Symphonie en fa, WoO 25[5]
- Concerto pour violoncelle, WoO.30 (1880) (lost)
- Concerto pour violon en la majeur dédié à Joseph Joachim, WoO 4 (1889)
- Rondo pour violon et orchestre (Transcription du rondo de Mozart K. 511 pour piano seul)[6]

### Musique de chambre
- Quintette avec piano en ut majeur, op. 17 (1875)[7] (Leipzig :Breitkopf & Härtel, 1876)[1],[3]
- Quintette pour vents et piano, op. 43 en mi bémol majeur[8]
- Quintette à cordes en ut mineur (2 violons, 2 altos, violoncelle), op. 77 (Leipzig: Rieter-Biedermann, 1892- date de composition et publication)[1],[3],[4],[9]
- Trio avec piano en ut mineur, op. 24 (1875-6, publié en 1877 par Rieter-Biedermann) et en ré mineur, op. 36 (1882, publié en 1884 par Rieter-Biedermann) (les deux republiés par Carus-Verlag, 2001)
- Trios à cordes, op. 27 no 1 en la (1879) et no 2 en fa[10]
- Cinq quatuors à cordes :
  - op. 18 en ré mineur[3],
  - op. 42 nos 1, 2, 3 (en sol mineur, ré mineur, et sol majeur), dédiés à Johannes Brahms (publiés à Leipzig : Rieter-Biedermann, 1884)[2],[4],
  - op. 63 en fa mineur, dédié à Joseph Joachim
- Trio pour piano, hautbois et cor, op. 61
- Legends pour alto et piano, op. 62[4]
- 2 Quatuors avec piano, op. 75 et 95 (dédiés à Brahms)
- Des sonates :
  - Sonate pour violon op. 32 en la dédiée à Joseph  Joachim[2],[11],[12]  (Leipzig: Rieter-Biedermann, 1882)
  - Sonate pour violon, op. 54 en mi bémol (publiée à Leipzig, 1887)[3]
  - Sonate pour violon, op. 78 en ré mineur (Leipzig : Rieter-Biedermann, 1892)[1]
  - Sonate pour violoncelle no 1 en la mineur, op. 52 (vers 1886)[2],[13]
  - Sonate pour violoncelle no 2 en ré, op. 64 (1890)[4]
  - Sonate pour violoncelle no 3 en mi bémol majeur, op. 94 (around 1895)[13] (Leipzig : J. Rieter-Biedermann, 1897)[2]

### Œuvres pour le piano
- Huit variations, op. 3[4]
- Quatre pièces fantaisie, op. 4 (publiées à Leipzig vers 1866)[3]
- Fantastische Tänze (Danses fantastiques), op. 9 (publiées vers 1870 à Vienne)[3]
- Thema und Variationen, op. 13 pour 2 pianos (Vienne : Gotthard, 1872)[1]
- Variations sur un thème de Johannes Brahms à quatre mains, op. 23 (Gräfeling: W. Wollenweber, 1998)
- Allotria pour deux pianos, op. 33
- Fünf Clavierstücke (Cinq pièces pour piano), op. 37 (publiées vers 1879 à Leipzig)[3]
- Waltzes pour deux pianos, op. 53
- Variations über das Menuett aus 'Don Juan', op. 58
- Capriccio, op. 107

### Œuvres pour l'orgue
- Orgel-Phantasie "Nun komm der Heiden Heiland", op. 39[10]
- Orgel-Phantasie "Nun danket alle Gott", op. 46[14]
- Six choral preludes, op. 67[1]